# Залускі (Плонський повіт)
Залускі (пол. Załuski) — село в Польщі, у гміні Залуський Плонського повіту Мазовецького воєводства.
Населення — 434 особи (2011).
У 1975-1998 роках село належало до Цехановського воєводства.

## Демографія
Демографічна структура станом на 31 березня 2011 року:
|          | Загалом | Допрацездатний вік | Працездатний вік | Постпрацездатний вік |
| -------- | ------- | ------------------ | ---------------- | -------------------- |
| Чоловіки | 206     | 45                 | 143              | 18                   |
| Жінки    | 228     | 51                 | 130              | 47                   |
| Разом    | 434     | 96                 | 273              | 65                   |